# 화산산성
화산산성(華山山城)은 대구광역시 군위군 삼국유사면에 있는 산성이다. 1984년 5월 21일 경상북도의 기념물 제47호로 지정되었다.

## 개요
이 산성은 외침을 막기 위해 조선 숙종 35년(1709년) 병마절도사 윤숙이 병영을 건설코자 4문의 기초공사를 시작하고, 성벽축조를 위한 석재를 모으며, 수구문을 축조하던 중 때마침 거듭되는 흉년과 질병이 만연되어 백성들에게 계속 부역을 시킬 수 없어 중지하였다고 전해진다.
현재 북문과 수구문 터는 축성을 시작하여 공사하던 옛모습 그대로 흔적이 남아 있어 조선시대 축성의 기법과 공사의 순차를 연구하는데 귀중한 자료로 인정되고 있다. 북문터의 부분이 전체의 성터 가운데 가장 잘 남아 안팎의 아치문을 무사석과 부형 무사석으로 만든 수법과, 내외 겹축의 성벽을 내탁의 방법을 이용하려 하였던 모습을 보여준다. 수구문터는 조선 중기 이후 유행한 2층수구로 축조하려던 모습이 비교적 완전한 형태로 남아 있다.

## 참고 자료
- 화산산성 - 국가유산청 국가유산포털